# Lexovisaurus
Lexovisaurus là một chi khủng long, được Hoffstetter mô tả khoa học năm 1957.